# Gomphoides infumata
Gomphoides infumata là loài chuồn chuồn trong họ Gomphidae. Loài này được Rambur mô tả khoa học đầu tiên năm 1842.